# Ascoglossum calopterum
Ascoglossum calopterum là một loài thực vật thuộc chi đơn loài Ascoglossum, viết tắt là Ascgm trong thương mại nông sản, trong họ Orchidaceae. Đây là loài đặc hữu của Moluccas, New Guinea, Philippines, và quần đảo Solomon.
Môi trường sống tự nhiên của loài là rừng ẩm vùng đất thấp nhiệt đới hoặc cận nhiệt đới. Chúng hiện đang bị đe dọa vì mất môi trường sống.
Ascoglossum calopterum sinh trưởng giống chi Renanthera. Chúng kết hợp với một số chi khác hình thành các loài lai liên chi (nothogenera):

Ascoglossum x Renanthera (Ren.): Renanthoglossum (Rngm.)
Ascoglossum x Aerides (Aer.): Nonaara (Non.)
Ascoglossum x Arachnis: Ngara (Ngara)
Ascoglossum x Paraphalaenopsis: Ascoparanthera (Apn.)
Ascoglossum x Phalaenopsis (Phal.): Dresslerara (Dres.)
Ascoglossum x Rhynchostylis: Lauara (Lauara)
Ascoglossum x Trichoglottis: Sheehanara (Shn.)
Ascoglossum x Vanda: Pantapaara (Pntp.)
Ascoglossum x Vandopsis: Freedara (Fdra.)

Một trong số những loài lai chính đăng ký theo RHS là Ascoglossum Nina Rach (Ascoglossum purpureum x Renanthera monachica).